# Bienvenue au gîte
 (mai 2021).
Si vous disposez d'ouvrages ou d'articles de référence ou si vous connaissez des sites web de qualité traitant du thème abordé ici, merci de compléter l'article en donnant les références utiles à sa vérifiabilité et en les liant à la section « Notes et références ».
Pour plus de détails, voir Fiche technique et Distribution.
Bienvenue au gîte est un film franco-britannique réalisé par Claude Duty, sorti en 2003.

## Synopsis
Caroline et Bertrand décident de fuir le stress de la vie parisienne pour reprendre le gîte de leur amie Sophie, à Nîmes. Leur nouvelle vie sous le soleil et les oliviers commence et leurs premiers clients arrivent.

## Fiche technique
- Titre : Bienvenue au gîte
- Réalisation : Claude Duty
- Scénario : Jean-Philippe Barrau et Claude Duty
- Musique : Valmont[1], alias Rémi Le Pennec
- Photographie : David Johnson
- Montage : Agnès Mouchel
- Pays de production :  France,  Royaume-Uni
- Genre  : comédie dramatique et comédie romantique
- Durée : 105 minutes
- Date de sortie :
  - France : 3 septembre 2003

## Distribution
- Marina Foïs : Caroline
- Philippe Harel : Bertrand
- Annie Grégorio : Angélique
- Sebastian Barrio : Julien
- Michael Maloney : Peter
- Bulle Ogier : Odile de Castellane
- Julie Depardieu : Nina
- Nathalie Levy-Lang : Marie
- Lionel Abelanski : Philippe
- Léa Drucker : Agnès
- Sandra Nkaké : Patrick
- Olivier Saladin : Père Robert
- Julie Durand : Isabelle
- Sylvie Lachat : Sophie
- Philippe Julia : Gay
- Lise Lamétrie : Angèle
- Roland Menou : le randonneur aux cloques
- Florence Muller : Valérie
- Paul Silve : M. Vaillant
- Olivier Broche : un invité à la soirée

## Production

### Tournage
Le tournage du film s'est déroulé à Nîmes, Arles et Saint-Maximin (Var) pour les scènes censées se dérouler à « La Frassinouse », lieu imaginaire de l'histoire. Pour le reste, le réalisateur mentionne dans le making-of du film que les scènes ont principalement été tournées à Boulbon, petit village coincé entre Tarascon et Barbentane, dans les Bouches-du-Rhône, sur la rive gauche du Rhône.

## Musique
- Il pleut sur les amandes par Olivia Bonamy.

## À noter
- Olivia Bonamy figurait au casting de Filles perdues, cheveux gras, précédent film de Claude Duty.